# Palacio de los Deportes de Kiev
El Palacio de los Deportes (en ucraniano: Палац Спорту) es un complejo ubicado en el centro de la ciudad de Kiev, Ucrania, justo en el margen derecho del río Dniéper.
Fue construido en 1960 bajo la dirección de Mykhailo Hrechyna y Aleksei Zavarov, como una de las más grandes arenas para deportes bajo techo. También ha albergado diversos conciertos de grupos como Deep Purple, A-ha, Scorpions, Moby, Jamiroquai y Muse, y de solistas como Christina Aguilera, Anastacia y Lenny Kravitz. El recinto también ha sido sede de distintas exhibiciones y ferias. En 2005, albergó el Festival de la Canción de Eurovisión 2005, para lo cual se requirieron mejoras para alcanzar los estándares de calidad requeridos por la Unión Europea de Radiodifusión. En 2009, albergó el Festival de Eurovisión Junior.
- Capacidad: 6000 personas fueron albergadas durante las Semifinales y la Final del Festival de la Canción de Eurovisión en 2005, además de 2000 delegados de prensa.